# 韩东君
韩东君（英語：Elvis Han，1992年7月21日—），黑龙江省哈尔滨市人，中国男演员。畢業於上海戏剧学院。现为唐人影视有限公司合约男艺人，与陳瑤、胡冰卿同是唐人影视力捧的第三代演员。2015年凭籍网络剧《无心法师》的无心法师崭露头角，人气急升。

## 生平

### 学历
初中时期远赴加拿大温哥华留学，期間獲導演金沙賞識，受邀參選央視電影《温哥华酱油乐队》，期间对表演產生兴趣。高中毕业後曾報讀温哥华电影学院，獲取錄。2012年，韓東君回流中国，應考高考，獲上海戏剧学院表演系取錄，入讀12級表演班，與張彬彬、劉冬沁等人成為同學，2016年6月23日正式畢業，并代表2016届的全体本科毕业生上台发言。

## 演艺经历
2013年被资深制作人于正看中于金庸同名小说改编成电视剧的《神雕侠侣》中出演武修文一角。因此此剧成为了韩东君加入娱乐圈的出道作。
2015年参演网络剧《无心法师》，担正第一男主角，饰演捉妖法师无心，英俊的样貌再加上精湛的演技为全国观众所熟悉，人气立马急升。于电视剧中偶尔展现出结实的肌肉令不少粉丝哗然。此剧亦在2015年12月28日开始于香港无线电视翡翠台及高清翡翠台播出。
凭籍《无心法师》的成功，令韩东君成为中国演艺圈中「小鲜肉」之一，更于《云之凡》再度担正第一男主角，饰演姜云凡，有望升上一线小生之位。

## 個人生活

### 家庭与爱好
韩东君是运动员出身，父母都是运动员（父亲曾是国家八一队的越野摩托车运动员）。初高中韩东君都会参加学校校队，短跑极好。韩东君小时候的梦想就是做一名运动员；在空余时间会玩一玩篮球、滑雪、赛车等运动。由于受父亲的影响，韩东君从小热爱赛车，七岁就会骑80cc的小型职业摩托车，13、4岁跟着父亲去参加漠河冰雪汽车挑战赛。于是2013年正式拿到中国汽车运动联合会赛车驾照。

### 戀情
2015年，韓東君與大陸女演員金晨合作《無心法師》後傳出緋聞，二人所飾演的「無牙夫婦」更是大受歡迎，兩人亦因戲生情。2016年5月25日凌晨，金晨與韓東君先後發微博，金晨：「「我們」最終變成了「你們」，真真假假終究是戲如人生。」而韓東君的微博則說：「太陽與月亮的距離，白與黑的對比。虛情不是真情，假意只會顯得刻意。」二人正式分手，事後更互相取消關注對方的微博。

## 影视作品

### 电视剧
| 年份   | 劇名                | 角色       |
| ------ | ------------------- | ---------- |
| 2014年 | 神雕侠侣            | 武修文     |
| 2015年 | 大好时光            | 羅一洋     |
| 2015年 | 无心法师(網絡劇)    | 无心       |
| 2016年 | 仙剑云之凡          | 姜云凡     |
| 2017年 | 无心法师II(網絡劇)  | 无心       |
| 2018年 | 人生若如初相见      | 易連愷     |
| 2018年 | 三國機密之潛龍在淵  | 司馬懿     |
| 2018年 | 重返20岁            | 牛文正     |
| 2018年 | 极速青春            | 路杰       |
| 2018年 | 原来你还在这里      | 程铮       |
| 2020年 | 无心法师III(網絡劇) | 无心       |
| 2022年 | 沸腾人生            | 艾长安     |
| 2023年 | 情满九道弯          | 杨树茂     |
| 2023年 | 装腔启示录          | 许子诠     |
| 2023年 | 梅花红桃            | 陈家平     |
| 2023年 | 似火流年(網絡劇)    | 徐卫彪     |
| 2024年 | 灿烂的风和海        | 韩俊豪     |
| 2025年 | 180天重启计划       | 青年顾康旗 |
| 待播   | 走起我的天才街坊    | 陈潇       |
| 待播   | 风生水起            |            |
| 待播   | 守护者们            |            |
| 待播   | 家业                |            |
| 待播   | 蒸蒸日上            | 李信       |

### 电影
| 上映年份 | 电影名           | 角色         | 备注 |
| 2011年   | 温哥华酱油乐队   | 苏盼         |      |
| 2019年   | 我和我的祖国     | 空軍男飛行員 |      |
| 2021年   | 1921             | 张国焘       |      |
| 2021年   | 长津湖           | 平河         |      |
| 2022年   | 长津湖之水门桥   | 平河         |      |
| 2023年   | 惊天救援         | 小五         |      |
| 2024年   | 志愿军：存亡之战 | 蔡长元       |      |
| 2025年   | 蛟龙行动         | 秦大伟       |      |

### 话剧
| 上映年份 | 片名       | 角色 | 备注 |
| 2014年   | 山楂樹之戀 | 老三 |      |

## 综艺节目
| 时间                     | 电视台             | 节目               | 集数               |
| 2015年11月20日           | 湖南衛視           | 全員加速中         | 3                  |
| 2016年2月7日             | 湖南衛視           | 快樂大本營         | 1                  |
| 2016年5月28日            | 湖南衛視           | 快樂大本營         | 1                  |
| 2016年12月               | 浙江衛視           | 我們十七歲         | 全季               |
| 2016年12月17日           | 湖南衛視           | 快樂大本營         | 1                  |
| 2017年4月25日            | 愛奇藝             | 吃光全宇宙         | 嘉賓               |
| 2017年4月27日            | 愛奇藝             | 吃光全宇宙         | 2期                |
| 2017年6月17日            | 湖南衛視           | 快樂大本營         | 1                  |
| 2017年6月30日            | 浙江卫视           | 奔跑吧（第一季）   | 12                 |
| 2018年3月31日            | 湖南衛視           | 快樂大本營         | 1                  |
| 2018年4月21日            | 湖南衛視           | 快樂大本營         | 1                  |
| 2018年5月5日             | 北京衛視           | 跨界歌王第三季     | 全季               |
| 2019年9月21日            | 湖南衛視           | 快樂大本營         | 1                  |
| 2019年10月12日           | 腾讯视频、腾讯体育 | 超新星全运会第二季 | 備註：男子射箭亚军 |
| 2020年7月3日             | 浙江卫视           | 奔跑吧（第四季）   | 6                  |
| 2020年7月4日- 2020年10月 | 爱奇艺             | 夏日冲浪店         | 全季               |
| 2022年5月14日            | 湖南衞視           | 你好星期六         |                    |
| 2022年6月17日            | 湖南衞視           | 花兒與少年第四季   | 全季               |

## 音乐作品

### 单曲
| 发行时间       | 歌曲名称 | 说明                           |
| 2016年5月23日  | 无法说爱 | 电视剧《仙剑云之凡》插曲       |
| 2016年7月6日   | 乱世雨   | 手机游戏《御剑情缘》主题曲     |
| 2018年6月12日  | 时光倒流 | 电视剧《原来你还在这里》宣传曲 |
| 2018年11月21日 | 極速青春 | 电视剧《極速青春》宣传曲       |

## 獎項

### 大型頒獎禮獎項
| 年份 | 獎項 |
| ---- | --- |
| 2016 | - 电视剧品质盛典－年度新锐男演员獎 - 金骨朵网络影视盛典－网络剧最佳男主角獎 - 時尚COSMO美麗盛典—年度青春偶像大獎 |
| 2017 | - 年度先生盛典－MAHB年度先生盛典年度时尚艺人                                                                     |
| 2018 | - 國劇盛典－青春飛躍男演員獎                                                                                     |

## 評價
導演—高林豹：「當時我們在鄭州拍(《無心法師I》一場下水戲)的時候，晚上零度，我們都穿著棉袱工作，當時我想如果不幫東君打點底，裡面穿個防水衣/潛水衣這種比較能保暖的，他能頂得住嗎? 他還有很多文戲要演。沒想到這個小孩來句：『不怕!』他不是說我要好看，他是說導演你認為怎麼樣好，你們就怎麼樣來。」
(見《新聞當事人》第20160605期)
上戲班主任—呂岩：「每一門課他(韩东君)都非常的認真，給我們老師留的印象全部都是這樣的，不是說在哪一門課上好像表現得怎麼樣，都非常的認真，尤其是台詞課上。我曾給東君說：『你的聲音和語言不太好，在這個課上應該更加努力』，他都能夠聽進去，而且能夠有行動力和執行力，按照我的指示和要求去做。」
(見《新聞當事人》第20160605期)

## 外部連結
- 韩东君的新浪微博
- 韩东君的Instagram帳戶